# Aetholix
Aetholix é um gênero de mariposa pertencente à família Crambidae.